# Dicamptus flavoplagiatus
Dicamptus flavoplagiatus là một loài tò vò trong họ Ichneumonidae.